# Ширяева, Нина Ильинична
Ни́на Ильи́нична  Ширя́ева (Бо́ндарь) (15 августа 1922 — 13 апреля 2013) — советский офицер-танкист, участница Великой Отечественной войны. В годы войны — командир танка Т-34 237-й танковой бригады, капитан.

## Биография
Родилась 15 августа 1922 года в городе Владивосток в семье военного. При переводе отца из Владивостока в Новосибирск он погиб в железнодорожной катастрофе. Знакомая семья военнослужащих позвала мать переехать в город Бийск (Алтайский край), где они и остались жить. Окончила школу.
С детства, по собственным словам, «болела» авиацией, окончила Бийский аэроклуб, летала на самолёте По-2.
С началом Великой Отечественной войны (июль 1941) добровольцем пришла в Бийский военкомат, который после переподготовки в Омске направил её в части Московской противовоздушной обороны. Во время одного разведывательного вылета на По-2 получила тяжёлое ранение обеих ног, попала в госпиталь. По заключению врачей — полная непригодность к авиации.
Однако Нина не собиралась уезжать в тыл и отказалась от предложений поступать в медицинское училище и на регулировщика. Её знакомые по резерву написали патриотическое письмо И. В. Сталину, приложив к нему список желающих учиться в танковом училище. В этом списке оказалась вписана и Н. И. Бондарь, которой, вероятно из-за украинской фамилии, удалось попасть в направление, подписанное Сталиным и Ворошиловым.
Окончив Саратовское танковое училище весной 1942 года, лейтенант Н. И. Бондарь была направлена командиром танка Т-34 2-го танкового батальона 237-ю танковую бригаду (1-я танковая армия). Принимала участие в сражениях на Курской дуге у деревни Прохоровка, Корсунь-Шевченковской операции. Освобождала Украину, Польшу и Чехословакию.
Особенно отличилась в боях на Дуклинском перевале (Чехословакия) в ходе Карпатско-Дуклинской операции (часть Восточно-Карпатской операции). В сентябре 1944 года её танк (радист-пулемётчик Л. В. Перевозчиков) в составе трёх машин командира взвода лейтенанта Фёдорова шёл в разведке и первым ворвался на перевал. Стремительным броском три танковых экипажа зачистили пять населённых пунктов (Паствиска, Рудавка, Рымановска, Тарнувка и Шкляр), обеспечив продвижение основных сил бригады. Когда командир роты выбыл из строя, в тяжёлой обстановке приняла на себя командование ротой и организовала 4-часовой бой. Несмотря на ранение в правую руку, осталась в строю, пока не поступил приказ вывести весь батальон из боя. В дальнейших боях экипаж Н. И. Бондарь первым ворвался в город Моравска-Острава. Всего за время боёв на перевале лейтенант Н. И. Бондарь со свои экипажем уничтожила 4 орудия, 3 пулемётных точки и до 80 солдат и офицеров противника. За бои на перевале награждена орденом Отечественной войны I степени (30 сентября 1944).
В январе 1945 года участвовала в освобождении Ченстоховы, в январе — феврале 1945 года также неоднократно водила свой танк в разведку в районе городов Острув, Гросс-Стрелиц (ныне Стшельце-Опольске, Польша), Гинденбург (ныне Забже). За отличие в боях награждена орденом Красного Знамени (11 марта 1945). При атаке на позиции противника в Гинденбурге в составе танкового взвода обходным манёвром с фланга вынудила противника оставить город. Первой переправившись через реку Одер, в составе взвода ворвалась в деревни Розенталь и Лосии. В ходе боя была ранена в голову, но не покинула танк до подхода основных сил 3-го танкового батальона. Всего за период с 15 января по 7 февраля 1945 года её экипаж записал на свой счёт 3 уничтоженных орудия, два миномёта, склад с боеприпасами, два мотоцикла и другую технику и живую силу противника. За этот эпизод награждена орденом Отечественной войны II степени (19 февраля 1945).
Затем штурмовала Берлин, победу встретила в Праге. Последний снаряд выпустила на Эльбе.
За годы войны четыре раза была тяжело ранена, дважды горела в танке. В частности, около года не снимала шлем, потому что выгорели волосы.
Участница Парада Победы в июне 1945 года в Москве.
В 1946 году демобилизовалась, жила в Бийске, работала в конструкторском бюро на котельном заводе, Ветеран труда. Закончила теплоэнергетический институт в Томске (ныне Энергетический институт Томского политехнического университета).
В 1950-х годах вышла замуж за сослуживца, с которым случайно познакомились во время войны на Висле.
Умерла 13 апреля 2013 года в Бийске.

## Награды и звания
Советские государственные награды:
- орден Красного Знамени (11 марта 1945[7])
- орден Отечественной войны I степени (30 сентября 1944[5])
- два ордена Отечественной войны II степени (19 февраля 1945[6], 6 апреля 1985[8])
- медали, в том числе:
  - медаль «За победу над Германией в Великой Отечественной войне 1941—1945 гг.».

Ветеран труда.

## Семья, личная жизнь
Отец — украинец, перебравшийся из Черниговской губернии на Дальний Восток, мать — русская, уроженка Сахалина. Отец служил начальником пограничной заставы на реке Уссури на границе с Китаем, погиб в железнодорожной катастрофе под Новосибирском.
В 1950 году вышла замуж за бывшего сослуживца, с которым случайно познакомились во время войны на Висле — Петра Фёдоровича Ширяева, машинист паровоза. В семье родились сын Владимир и дочь Галина. Сын Владимир Петрович — майор танковых войск, участник Первой и Второй чеченских войн. Дочь Галина Петровна — начальник отдела технической документации на Бийском котельном заводе. Четверо внуков, один из внуков — кадет, планирует поступать в суворовское училище.

## Память

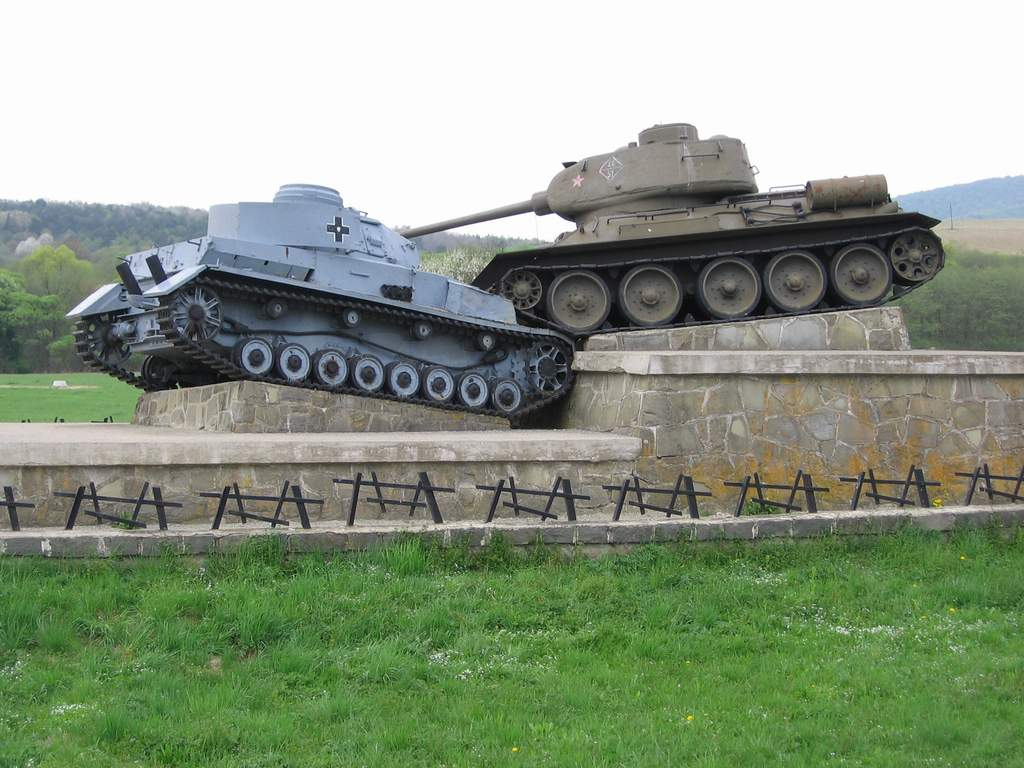
Свидник, музей Дукельской операции

О танкисте Н. И. Бондарь, которая сражалась за освобождение Словакии, издана книга «Zeva v ranku». На дуклинском перевале был установлен советский танк Т-34 с номером машины, на которой воевала Нина.
15 августа 2014 года в Бийске на доме № 14 в переулке Коммунарском, где долгие годы жила Нина Ильинична, установлена мемориальная доска. Также в её честь будет названа одна из улиц новых микрорайонов Бийска.

## Оценки и мнения
Глава города Бийска Л. А. Громогласова:

Нина Ильинична была женщиной, о которых обычно говорят: «коня на скаку остановит, в горящую избу войдёт». Все — семья, друзья, сослуживцы с котельного завода, на котором Нина Ильинична проработала 38 лет — помнят её именно такой. Она была женщиной с удивительной судьбой, сильной волей и доброй душой.